# Braai

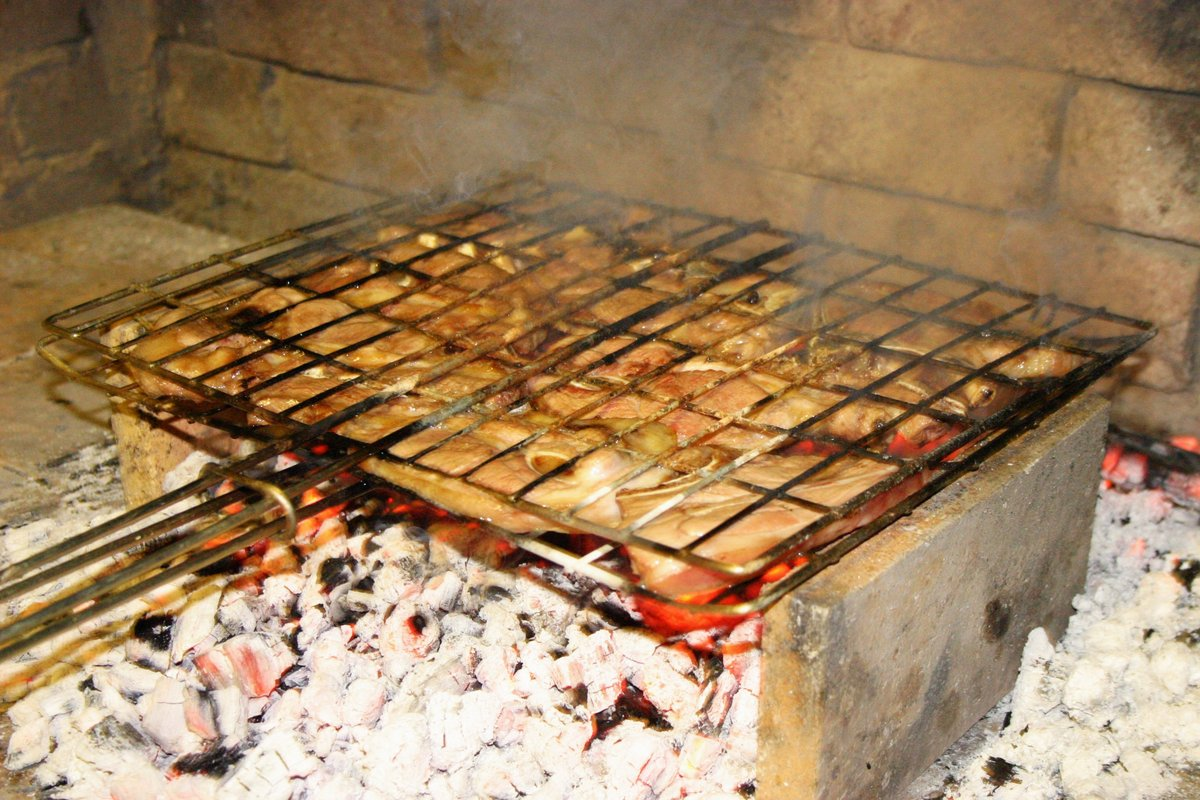
Braai en el que se asan unas chuletas de cordero.

Braai (pronunciado /brái/ en español) es en idioma afrikáans la denominación de "barbacoa" o "asado" y está muy asociado a costumbres sociales en África del Sur. Se origina y está asociada principalmente con la etnia afrikáner. La denominación alternativa de esta técnica culinaria es vleis que en afrikáans significa "carne", de igual forma braaivleis (pronunciado "brai-fleis") significa "carne asada". Desde 2005 se celebra anualmente en Sudáfrica el "National Braai Day" (Día nacional del braai) que corresponde al 24 de septiembre (Heritage Day).

## El "Bring and Braai"
Similar a la celebración potluck, asado en Argentina y carne asada en el norte de México, este es un gran evento social, de carácter informal entre familiares y amigos que convergen en una especie de pícnic de la casa de alguien (generalmente en el jardín o verandah), cada uno acude con su propia carne, ensalada, o acompañamiento. Las carnes son la estrella del braai sudafricano. Suelen incluir boerewors, sosaties o kebabs, pollo marinado, cerdo o chuletas de cordero, pinchos, salchichas de diferentes sabores y costillares. En las zonas costeras se puede ver también pescado.
La otra parte principal es el pap (que significa gachas), o el krummelpap ("gachas en migas"), comido con la carne. Este plato es un alimento básico de las comunidades de África austral y suele servirse acompañado de tomates y cebollas o con salsas picantes o chakalaka.